# Mauro Cía
Gualberto Mauro Cía (født 12. juni 1919) er en argentinsk bokser som deltog i de olympiske lege 1948 i London.
Cía vandt en bronzemedalje i boksning under OL 1948 i London. Han fik en tredjeplads i letsværvægt og tabte til sydafrikanske George Hunter og Donald Scott fra Storbritannien.